# Acyrtaspis grahami
Acyrtaspis grahami är en insektsart som först beskrevs av Tinkham 1944.  Acyrtaspis grahami ingår i släktet Acyrtaspis och familjen vårtbitare. Inga underarter finns listade i Catalogue of Life.